# 158 (số)
158 (một trăm năm mươi tám) là một số tự nhiên ngay sau 157 và ngay trước 159.